# Illigera pierrei
Illigera pierrei är en tvåhjärtbladig växtart som beskrevs av François Gagnepain. Illigera pierrei ingår i släktet Illigera och familjen Hernandiaceae. Inga underarter finns listade i Catalogue of Life.